# Christian Berentz
Christian Berentz, auch Christian Bernetz oder Bernesis (* 1658 in Hamburg; † 22. März 1722 in Rom), war ein deutscher Maler in der Zeit des Hochbarocks.
In Hamburg erlernte Christian Berentz 1667 bis 1673 sein Handwerk bei Hermann Kamphusen († 1698) sowie darauf bis 1677 bei Georg Hinz. Anschließend verließ er die Vaterstadt und hielt sich bis 1679 in den Südlichen Niederlanden auf. Auf dem Wege nach Italien bereiste Berentz Flandern und Deutschland. Den Rest des Jahres 1679 brachte er in Venedig zu und erreichte 1680 Rom. Dort blieb er bis zu seinem Tode und erhielt den Beinamen Goudsbloem (Goldblume). Auf einigen seiner Bilder ergänzt der Maler Carlo Maratta Figuren. Pietro Navarra, bis 1714 in Rom präsent, war einer seiner Schüler.

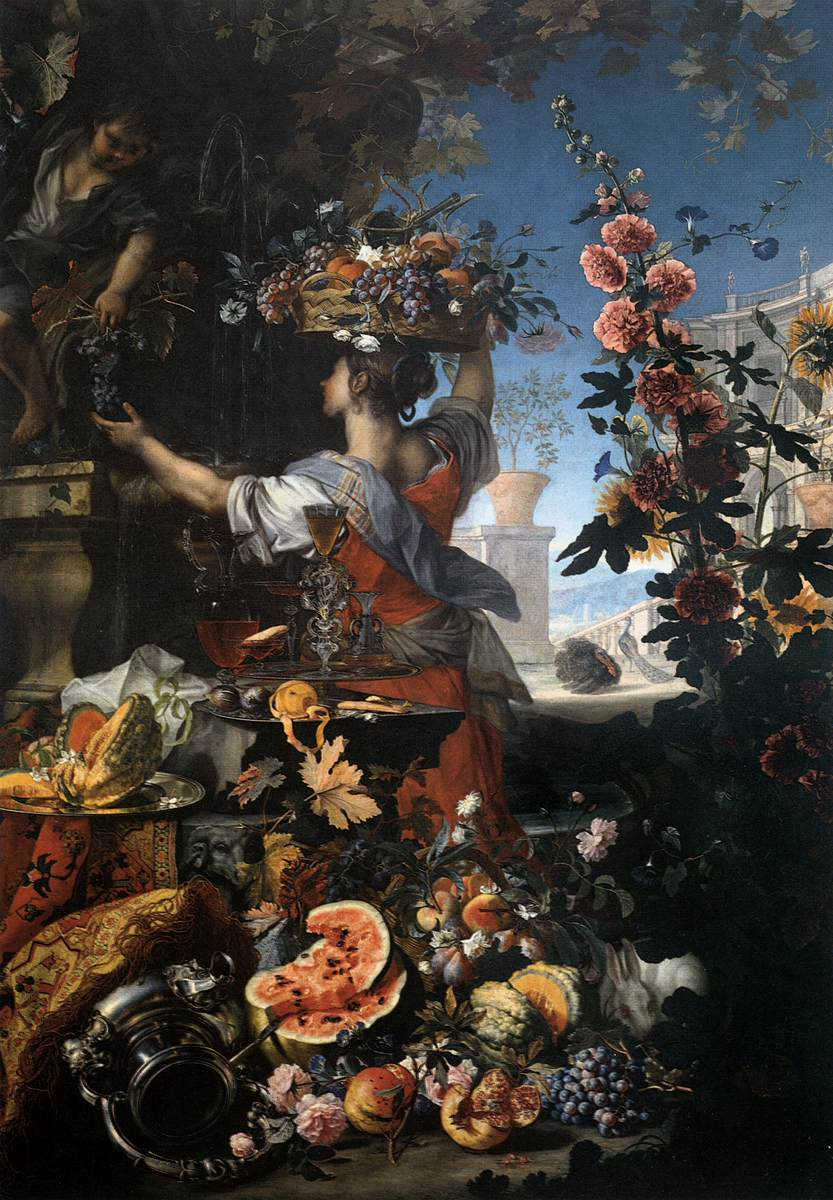
Museo di Capodimonte. Christian Berentz 1689: Die Traubenpflückerin

Berentz schuf seine Stillleben in der Nachfolge von Pieter Claesz, Willem Kalf, Pieter Gerritsz van Roestraeten und Francesco Maltese. Zudem beeinflusste er den Böhmen Maximilian Pfeiler (1656–1746).